# Château de Hohenzieritz
Le château de Hohenzieritz (en allemand : Schloss Hohenzieritz) est un château historique qui se situe aujourd'hui dans l'État allemand du Mecklembourg-Poméranie-Occidentale à Hohenzieritz, à mi-chemin entre Neustrelitz et Neubrandenbourg. Les domaines de Hohenzieritz ont été acquis par le futur grand-duc Charles II de Mecklembourg-Strelitz (1741-1816) ; le château rappelle le souvenir de sa fille la reine Louise de Prusse qui y mourut en 1810.

## Histoire

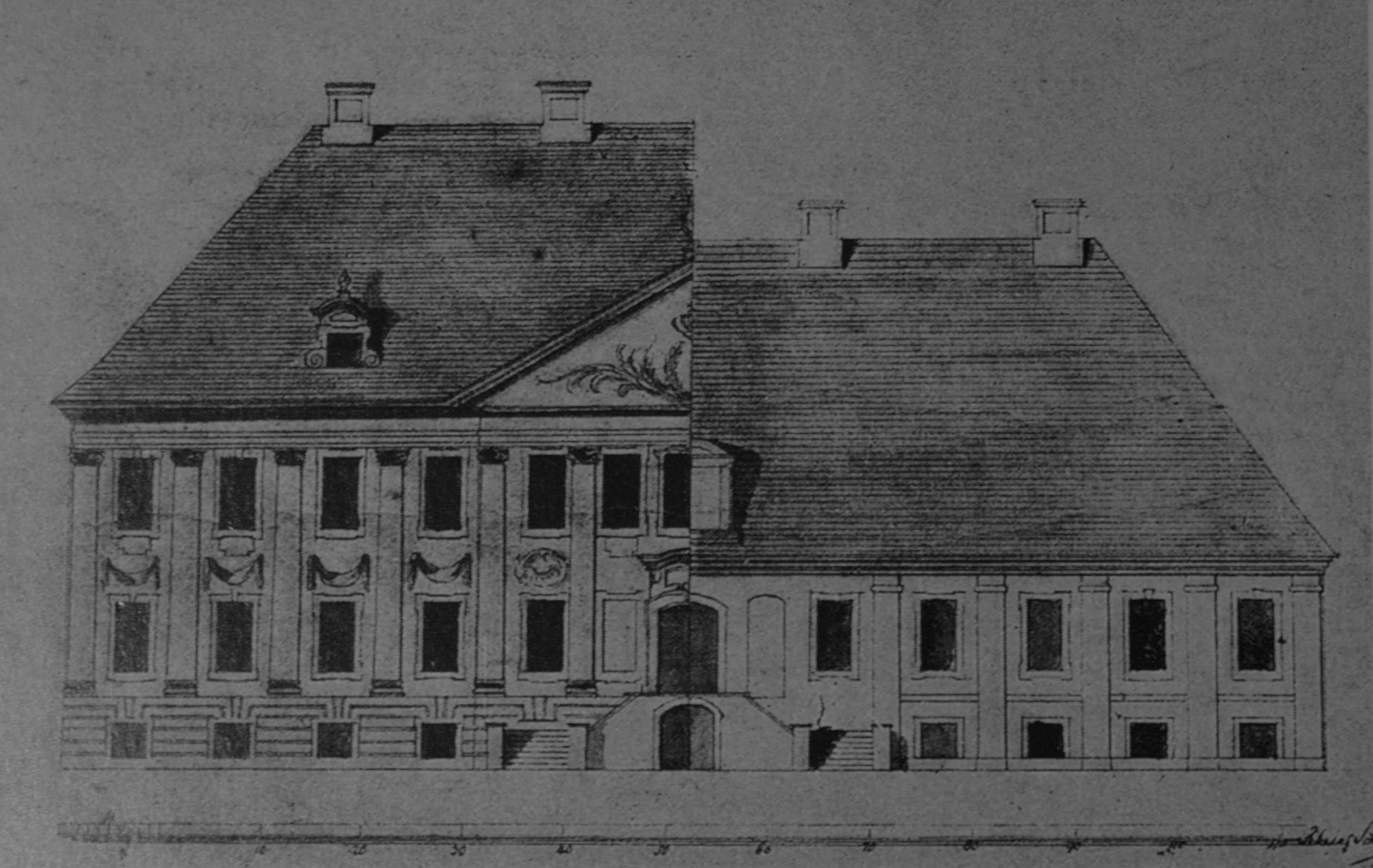
Un dessin de l'agrandissement du bâtiment, vers 1790.

Un premier petit château est construit entre 1747 et 1751 pour le propriétaire de cette époque, Johann Christian von Fabian. À la mort de son fils Adam Friedrich en 1768, le fief accompli revient aux ducs de Mecklembourg-Strelitz.
Deux ans plus tard, le seigneur Adolphe-Frédéric IV transmit le domaine à son frère cadet Charles II de Mecklembourg. Celui-ci refait entièrement bâtir le château sur deux étages en style classique avec un beau fronton à la grecque au milieu de la façade d'honneur et de la façade donnant sur le parc. Celles-ci sont rythmées de pilastres de l'ordre ionique. Le fronton de la cour d'honneur est décoré des armes du duc, tandis que celui du parc est décoré du blason des Mecklembourg. Les deux maisons de la garde (Kavalierhaus), servant aux communs et à la garde et construites en 1776, forment avec le corps de logis une cour d'honneur classique. Elles sont construites par Johann Christian Wilhelm Verpoorten, bourgmestre de Neustrelitz. Ebel décore l'intérieur en 1795, comme le beau salon chinois.

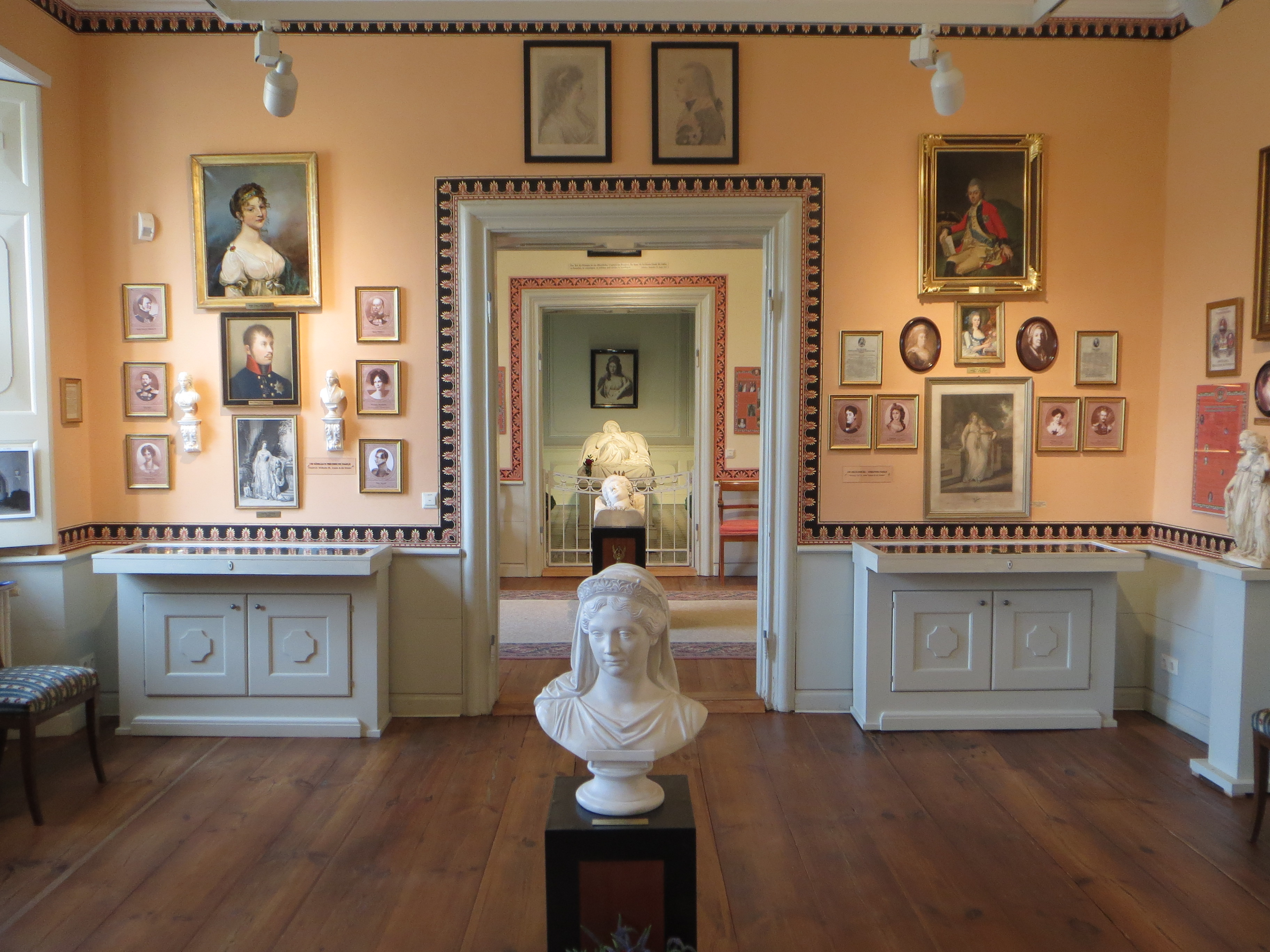
Le mémorial de la reine Louise.

Charles II succède à son frère aîné à la tête du duché de Mecklembourg-Strelitz en 1794. Lui et sa famille passaient l'été à Hohenzieritz. C'est ici que mourut inopinément après une courte maladie la reine Louise en visite dans la résidence d'été de son père, le 19 juillet 1810, plongeant le pays dans l'affliction. Un lieu de commémoration a été réalisé dans sa chambre mortuaire déjà en 1813.
La famille grand-ducale reste en possession du château jusqu'à la révolution de novembre 1918. Il devient propriété du nouveau État libre de Mecklembourg-Strelitz quelques mois plus tard. Le château ne souffre pas de bombardements pendant la Seconde Guerre mondiale et abrite à la fin des centaines de réfugiés des anciens territoires de l'Est. Du temps de la République démocratique allemande (RDA) fondée en 1949, le château abrite une exploitation agricole populaire d'État, les services administratifs locaux, un service d'agronomie, etc.
Après la réunification, le château est vide et d'abord laissé à l'abandon pendant presque dix ans. C'est en 2000 que le Land se décide à le restaurer et à en faire le siège de l'administration du parc national de la Müritz, avec le mémorial consacré au souvenir de la reine Louise. Celui-ci et le parc réhabilité en 2008 est libre d'accès, tandis que le château ne se visite pas.

## Le parc

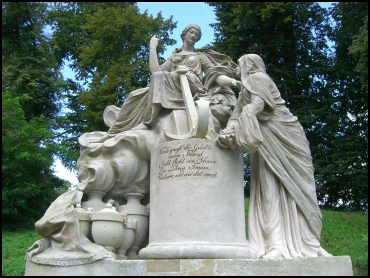
Monument l' Espérance console le Deuil

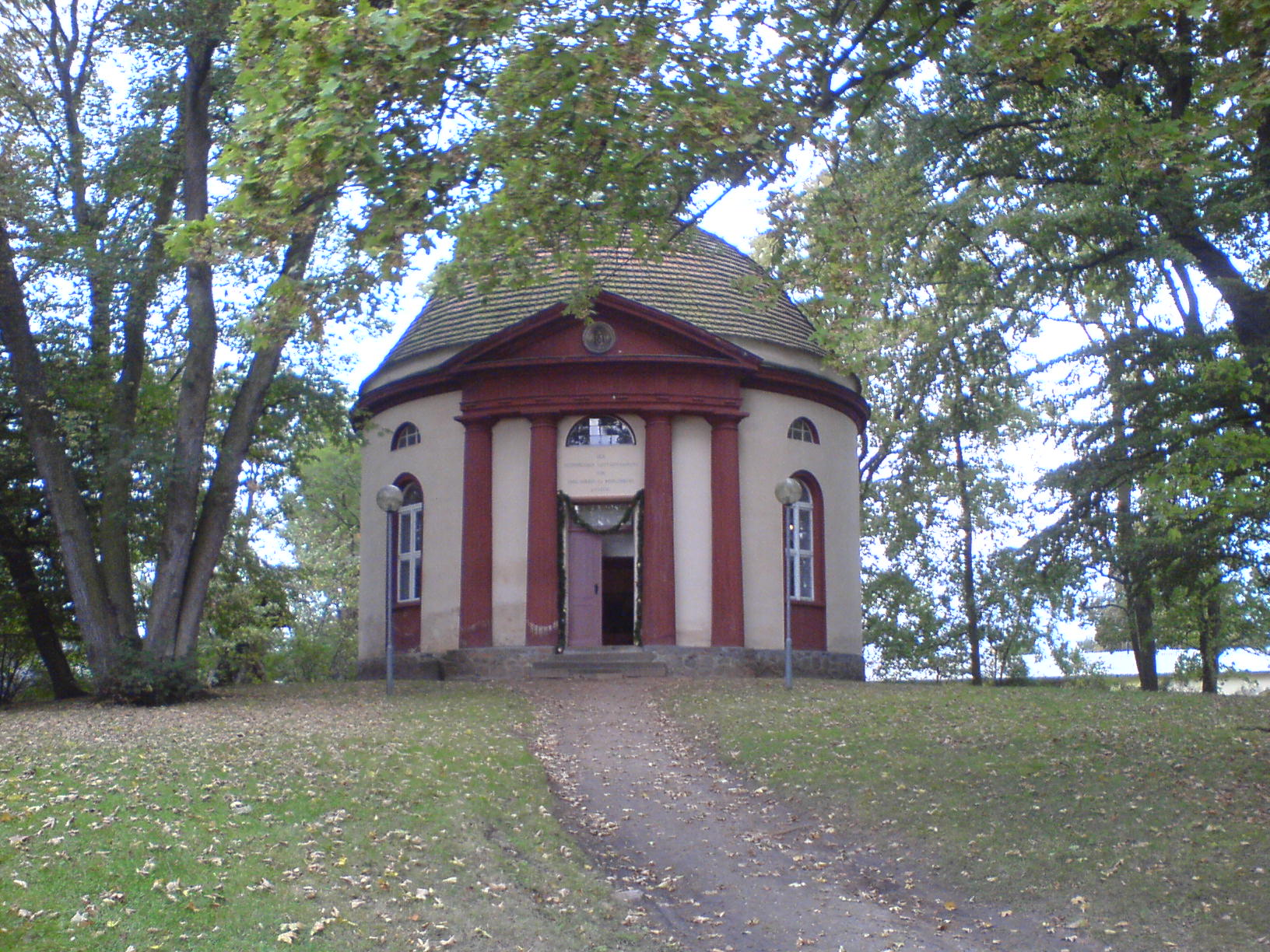
La chapelle du château

Le parc à l'anglaise s'étend sur environ 25 hectares. Il a été dessiné par Archibald Thompson, ancien élève de Capability Brown, entre 1776 et 1790. Le vaste terrain atteint les limites de la commune de Hohenzieritz et le pavillon de chasse de Prillwitz voisin, ainsi que les villages de Weisdin et d'Usadel dans la municipalité de Blumenholz.
Le château lui-même est sur une hauteur, de laquelle l'on peut admirer le panorama. Le parc abrite le Luisentempel (temple de Louise), le monument - restauré en 2006-2007 - Die Hoffnung tröstet die Trauer que le duc Charles II de Mecklembourg-Strelitz a fait ériger en 1798 à la mémoire de son épouse. En face du château, l'on remarque la petite chapelle ronde de style classique, construite en 1806 par Friedrich Wilhelm Dunckelberg (1773-1844), avec un portique dorique. Il y a présomption que Le Retable de Tetschen, tableau de Caspar David Friedrich, a initialement été préparé pour la chapelle. Le peintre se rendait régulièrement à Hohenzieritz ; il y a réalisé son tableau de paysage L'Été en 1807.

## Source
- (de) Cet article est partiellement ou en totalité issu de l’article de Wikipédia en allemand intitulé « Schloss Hohenzieritz » (voir la liste des auteurs).